# 桃園璞園建築籃球隊
桃園璞園建築（英語：Taoyuan Pauian Archiland）是臺灣籃球隊，以桃園市作為球隊所在地。球隊最前身是成立於1986年的「麥當勞」。1989年球隊由宏國建設接手，1994年成為中華職籃創始球隊，取名「宏國象」，在中華職籃時期創下三連霸紀錄。2000年宏國象解散後由新浪網接手，2001年以「新浪獅」之名前往中國大陸參與中国男子篮球甲A联赛，首賽季位居第八名，第二個賽季由明基電通冠名為「明基新浪獅」，但排名倒數第二，後降級到中国男子篮球甲B联赛。2003年新浪獅返回臺灣加入超級籃球聯賽。2005年由新浪網董事長姜豐年投資的幼敏電銷贊助，球隊更名為「幼敏電銷」。2006年由東風衛視贊助，更名為「東風老鷹」。2007年由璞園建築團隊接手並更名為「璞園建築」，2020年成立桃園領航猿參與P. LEAGUE+，2022年將超級籃球聯賽兩個賽季參賽權利出借給彰化柏力力，2024年冠名贊助彰化柏力力。

## 歷史沿革

### 中華職業籃球聯盟時期
1986年10月30日，麥當勞公司宣佈成立麥當勞籃球隊，由陳日興擔任教練，而張嗣漢於年底從加利福尼亞大學柏克萊分校畢業後返回臺灣擔任副教練兼球員雙重身份，並吸收了鄭志龍、周俊三等未來籃球新星。
1989年12月17日，麥當勞籃球隊宣佈解散，由宏國建設接手，總教練由劉俊卿擔任。
1994年成為中華職籃創始球隊之一，取名「宏國象」，並聘請作風強悍的教練保羅，加上「三劍客」鄭志龍、周俊三、黃春雄等好手，在中華職籃時期創下三連霸紀錄。
2000年12月7月，新浪網正式接手宣布解散的宏國象。
2001年9月16日，国家体育总局核准新浪籃球隊以「台灣（蘇州）新浪獅」之名參加12月開打的中国男子篮球甲A联赛。但該名稱遭到臺灣方面的行政院體育委員會、行政院大陸委員會、中華奧林匹克委員會以及中華民國籃球協會反對，經過多次協調後將「台灣」改為「台商」。11月4日，姜豐年表示球隊已經以「蘇州（台商）新浪獅」之名向中国篮球协会完成註冊。11月28日，中華民國籃球協會與中国篮球协会宣布經協調後新浪籃球隊以「新浪獅（台商）」之名參加中国男子篮球甲A联赛。
2002年3月新浪獅以第八名之姿晉級季後賽，首輪對上第二名的八一火箭，最終新浪獅以1比3止步於首輪。7月新浪獅向中廣戰神借將尚韋帆、陳暉、楊哲宜打瓊斯盃，擁有多名老國手的新浪獅在擊敗大換血的中華隊之役獲得在場球迷的倒戈歡呼，此役為新浪獅第六度擊敗大換血的中華隊。10月新浪獅接受明基電通的冠名更名為「明基新浪獅」競逐中国男子篮球甲A联赛第二個賽季。

### 超級籃球聯賽時期
2003年3月9日，排名倒數第二的新浪狮傳出例行賽打完後退出CBA。3月11日，姜豐年與中国篮球协会溝通後表示球隊打完保级赛才會做出決定是否離開CBA。3月26日，新浪狮在保级赛第三戰以97比109不敵陕西麒麟，以總比數0比3降級到中国男子篮球甲B联赛。3月27日，臺灣籃壇開始推動如中国男子篮球甲A联赛的籃球聯賽。4月15日，姜豐年與超級籃球聯賽召集人鄭志龍會面後同意球隊參加超級籃球聯賽。4月16日，中国篮球协会表示新浪狮将不参加2003年度中国男子篮球甲B联赛。
第一季新浪即奪得亞軍；但因換血政策後年輕球員戰力銜接不力，導致球隊第二季起戰力崩盤。2005年11月由新浪網董事長姜豐年投資的幼敏電銷贊助，球隊更名為「幼敏電銷」。2006年由東風衛視贊助，更名為「東風老鷹」。
2007年7月姜豐年將球隊轉手給璞園建設，接手後馬上重返季後賽，2007-08、2008-09、2009-10、2010-11球季都在準決賽遭到裕隆、達欣淘汰。
2011年10月璞園建築籃球隊宣佈陳信安加盟。2011-12球季突破四年來季後賽首輪魔咒，並且在總冠軍賽以4:0橫掃達欣工程奪得隊史首座總冠軍。
2012年2月璞園建築籃球隊與臺中市政府舉行冠名儀式，更名為「臺中璞園建築」。2012-13球季以26勝4敗打破裕隆的25勝5敗，並且在總冠軍賽以4:2再度擊敗臺北達欣工程，隊史首度二連霸。
2013-14球季以24勝6敗連續三年以第一名姿態挺進季後賽，先是在首輪以4:1淘汰去年冠軍賽對手臺北達欣工程，並且在總冠軍賽以4:1擊敗隊史首度進冠軍賽的台灣大，完成三連霸(第一支完成三連霸是裕隆恐龍)，臺中璞園建築為台灣籃壇首支在球隊易主後皆有完成三連霸紀錄的球隊，前身為宏國象的三連霸。
2014-15球季以23勝7敗連續四年以第一名姿態挺進季後賽，由於季後賽賽制前兩名直接晉級第二輪，以4:1淘汰對手新北裕隆納智捷，下周六總冠軍賽對手也是以4：1擊敗富邦勇士的台灣啤酒。2014-15球季總冠軍賽，在1:3落後的情況下，連贏三場，在總冠軍賽G7(2015年4月7日)以79:67逆轉獲勝，奪下總冠軍及史無前例的四連霸。
2015年11月臺中市不繼續與璞園建築籃球隊冠名合作。2016年10月桃園市政府與璞園建築籃球隊冠名合作而名為「桃園璞園建築籃球隊」。

### 多聯盟發展時期
2020年7月15日，桃園璞園建築派代表出席超級籃球聯賽新人選秀會，並執行選秀權網羅3名球員，球團主任陳信安表示，球隊接下來就是會前進新聯盟，但同時也會續留超級籃球聯賽，而球員組成會是兩邊不同人。同年10月璞園建築團隊公布以「桃園領航猿」為名加入P. LEAGUE+。
2022年7月11日，桃園璞園建築將超級籃球聯賽兩個賽季參賽權利出借給彰化縣籃球委員會。
2024年12月17日，璞園建築冠名贊助「彰化柏力力」。
2025年7月5日，有新聞媒體報導「璞園建築籃球隊」的前身「宏國籃球隊」有望重返台灣籃壇。7月23日，宏國確定由李忠熙擔任教練，並且申請加入PLG聯盟，但因球隊組訓工作繁重，加上「不願成為兩聯盟合作的絆腳石」選擇將經過一年整訓成軍，2026-27年賽季再加入職籃賽程。

## 歷年戰績
以下列出球隊過去在中華職業籃球聯盟、超級籃球聯賽的戰績。
| 聯盟總冠軍 | 晉級季後賽 |

| 賽季       | 聯盟      | 例行賽     | 例行賽 | 例行賽   | 例行賽   | 例行賽   | 季後賽                                                                                                |
| 賽季       | 聯盟      | 名次       | 已賽   | 勝場     | 敗場     | 勝率     | 季後賽                                                                                                |
| ---------- | --------- | ---------- | ------ | -------- | -------- | -------- | --- |
| 1994-1995* | CBA       | 2 / 4      | 36     | 12       | 6        | 0.667    | 上半季12勝6敗，下半季12勝6敗。 全年度24勝12敗，均排名第二。 *元年沒有季後賽，超級盃挑戰賽不是季後賽。 |
| 1994-1995* | CBA       | 2 / 4      | 36     | 12       | 6        | 0.667    | 上半季12勝6敗，下半季12勝6敗。 全年度24勝12敗，均排名第二。 *元年沒有季後賽，超級盃挑戰賽不是季後賽。 |
| 1995-1996  | CBA       | 1 / 6      | 50     | 17       | 8        | 0.720    | 上半季17勝8敗排第二， 下半季19勝6敗排第一。 全年度36勝14敗排第一。 獲勝 總冠軍賽（裕隆恐龍）4比2      |
| 1995-1996  | CBA       | 1 / 6      | 50     | 19       | 6        | 0.720    | 上半季17勝8敗排第二， 下半季19勝6敗排第一。 全年度36勝14敗排第一。 獲勝 總冠軍賽（裕隆恐龍）4比2      |
| 1996-1997  | CBA       | 1 / 6      | 60     | 42       | 18       | 0.700    | 獲勝 第一輪（戰神）3比0 獲勝 總冠軍賽（裕隆恐龍）4比3                                                 |
| 1997-1998  | CBA       | 1 / 6      | 50     | 37       | 13       | 0.740    | 獲勝 總冠軍賽（戰神）4比3                                                                             |
| 1998-1999* | CBA       | 1 / 6      | 22     | 15       | 7        | 0.682    | *職籃五年未完成球季， 賽季於1999年3月14日無限期中止。                                                 |
| 2000*      | CBA       | 預賽 2 / 6 | 10     | 資料待補 | 資料待補 | 資料待補 | *2000年千禧年紀念賽 落敗 總冠軍賽（裕隆恐龍）0比3                                                     |
| 2003-2004  | SBL       | 2 / 7      | 24     | 14       | 10       | 0.588    | 獲勝 準決賽（達欣工程）2比1 落敗 總冠軍賽（裕隆恐龍）0比3                                             |
| 2004-2005  | SBL       | 7 / 7      | 30     | 3        | 27       | 0.100    | |
| 2005-2006  | SBL       | 7 / 7      | 30     | 3        | 27       | 0.100    | SBL史上單季最長25連敗                                                                                 |
| 2006-2007  | SBL       | 6 / 7      | 30     | 7        | 23       | 0.233    | |
| 2007-2008  | SBL       | 4 / 7      | 30     | 15       | 15       | 0.500    | 落敗 準決賽（裕隆恐龍）1比3                                                                           |
| 2008-2009  | SBL       | 4 / 7      | 30     | 14       | 16       | 0.467    | 落敗 準決賽（達欣工程）0比3                                                                           |
| 2010       | SBL       | 3 / 7      | 30     | 17       | 13       | 0.567    | 落敗 準決賽（裕隆納智捷）2比3                                                                         |
| 2010-2011  | SBL       | 2 / 7      | 30     | 19       | 11       | 0.633    | 落敗 準決賽（達欣工程）1比4                                                                           |
| 2011-2012  | SBL       | 1 / 7      | 30     | 22       | 8        | 0.733    | 獲勝 準決賽（新北裕隆）4比1 獲勝 總冠軍賽（台北達欣）4比0                                             |
| 2012-2013  | SBL       | 1 / 7      | 30     | 26       | 4        | 0.840    | 打破裕隆所創下單季25勝佳績 獲勝 準決賽（新北裕隆）4比1 獲勝 總冠軍賽（台北達欣）4比2                  |
| 2013-2014  | SBL       | 1 / 7      | 30     | 24       | 6        | 0.815    | 獲勝 準決賽（台北達欣）4比1 獲勝 總冠軍賽（台灣大）4比1                                               |
| 2014-2015  | SBL       | 1 / 7      | 30     | 23       | 7        | 0.767    | 獲勝 準決賽（新北裕隆）4比2 獲勝 總冠軍賽（台灣啤酒）4比3                                             |
| 2015-2016  | SBL       | 1 / 7      | 30     | 21       | 9        | 0.700    | 獲勝 準決賽（富邦勇士）4比2 落敗 總冠軍賽（台灣啤酒）2比4                                             |
| 2016-2017  | SBL       | 5 / 7      | 30     | 14       | 16       | 0.467    | 獲勝 首輪（裕隆納智捷）4比1 落敗 準決賽（台北達欣）1比4                                               |
| 2017-2018  | SBL       | 2 / 7      | 30     | 18       | 12       | 0.600    | 獲勝 準決賽（金門酒廠）4比2 獲勝 總冠軍賽（富邦勇士）4比2                                             |
| 2018-2019  | SBL       | 3 / 7      | 36     | 20       | 16       | 0.556    | 獲勝 首輪（台北達欣）3比1 落敗 準決賽（台灣啤酒）2比4                                                 |
| 2019-2020  | SBL       | 2 / 5      | 32     | 17       | 15       | 0.531    | 落敗 季後挑戰賽（裕隆納智捷）0比3                                                                     |
| 2020-2021* | SBL       | 5 / 5      | 40     | 14       | 26       | 0.350    | *因新冠疫情影響季後賽場次， 年度冠軍為進入決賽的 裕隆、台啤並列。                                     |
| 2021-2022* | SBL       | 5 / 5      | 30     | 3        | 27       | 0.100    | *因新冠疫情影響球季提前結束， 仍追平隊史最差戰績                                                      |
| 合計:19年  | 合計:19年 | 合計:19年  | 582    | 294      | 288      | 0.505    | |

- 粗體黑字為該隊史最高，紅字為SBL紀錄
- 第十八季（2020-2021球季）因疫情，該球季台灣啤酒與裕隆納智捷並列冠軍。
- 第十九季（2021-2022球季）因疫情，表定季後賽賽事直接取消，並由例行賽戰績第一的臺灣銀行奪得總冠軍。

## 退休背號
- 11號：陳信安
- 31號：毛加恩

## 外部連結
- 官方网站
- 桃園璞園建築籃球隊的Facebook專頁
- 桃園璞園建築籃球隊的Instagram帳戶
- YouTube上的桃園璞園建築籃球隊頻道